# نادي أتلتيكو ألفارادو
نادي أتلتيكو ألفارادو (بالإسبانية: Club Atlético Alvarado)‏ هو نادي كرة قدم أرجنتيني من مدينة مار ديل بلاتا، مقاطعة بوينس آيرس. يلعب الفريق حاليًا في دوري الدرجة الثانية الأرجنتيني.
فاز بلقب الدوري الأرجنتيني الدرجة الرابعة في موسم 2011-12.

## وصلات خارجية
- الموقع الرسمي